# Joseph Stepling
Joseph Stepling (Regensburg, 29 de junho de 1716 – Praga, 11 de julho de 1778) foi um estudioso alemão-boêmio do século XVII.

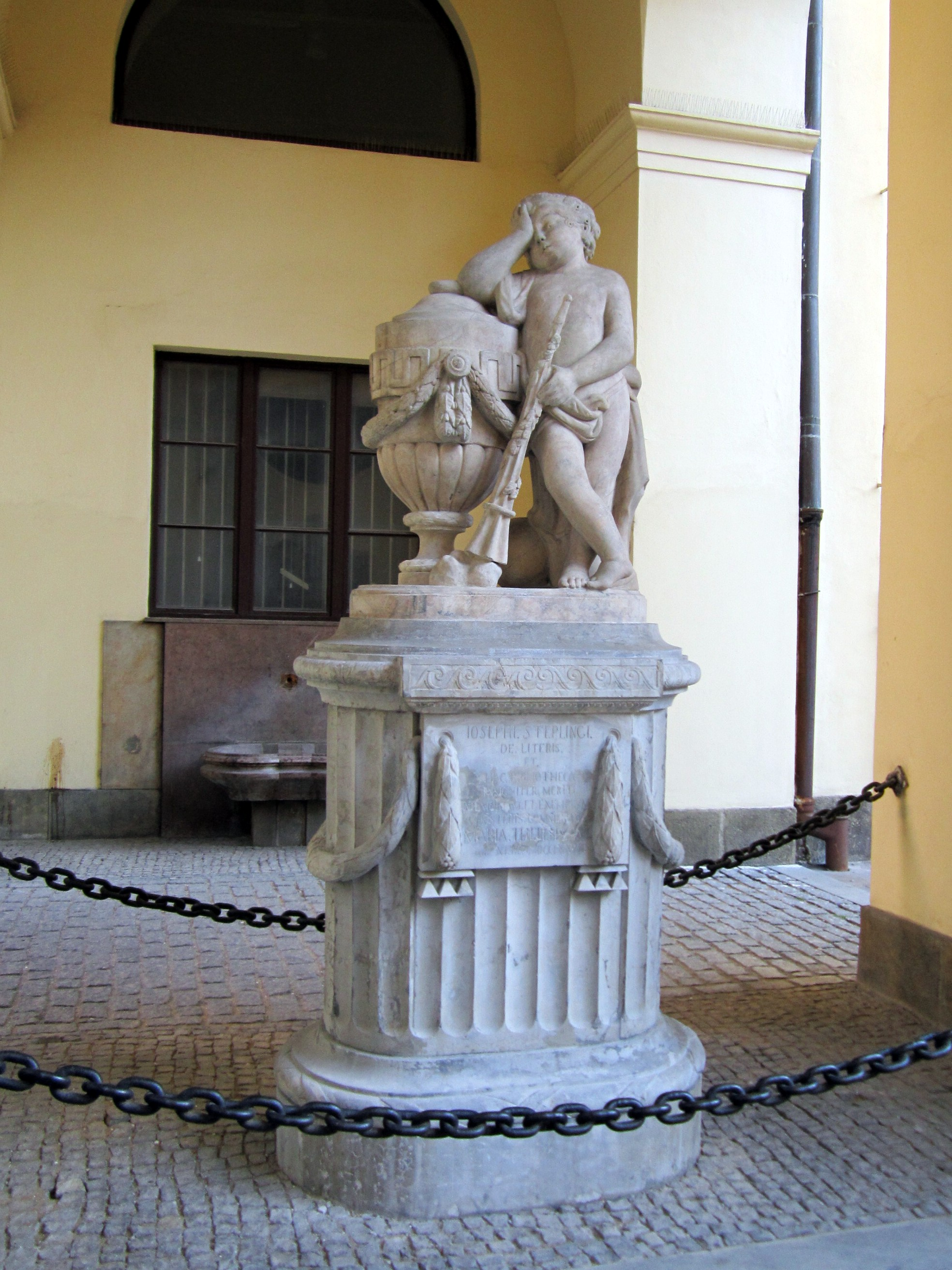
Monumento a Stepling por Ignaz Franz Platzer no Clementinum, Praga.

## Vida
Joseph Stepling frequentou a escola jesuíta e sob influência de seu professor particular interessou-se por matemática e ciências naturais. Em 1733 entrou na ordem jesuíta e estudou em Olomouc, Kłodzko e Praga, onde foi dentre outros alunos de Ignatz Mühlwenzel. Em 1743 concluiu o estudo de teologia e após a ordenação lecionou ara os noviços matemática e física. Em 1748 deixou o cargo de professor porque se recusou a ensinar de acordo com os ensinamentos de Aristóteles.
A seu pedido foi construído em 1751 um observatório no Colégio Jesuíta Clementinum em Praga, do qual foi diretor. Quando as diretrizes do estudo foram corrigidas em 1753, Stepling retornou como diretor de assuntos matemáticos e físicos da universidade. Ensinou então as teorias de Isaac Newton, Christian Wolff e Leonhard Euler. Permaneceu na faculdade mesmo depois que a ordem dos jesuítas foi dissolvida em 1773.
O steroide 6540 Stepling é denominado em sua memória.

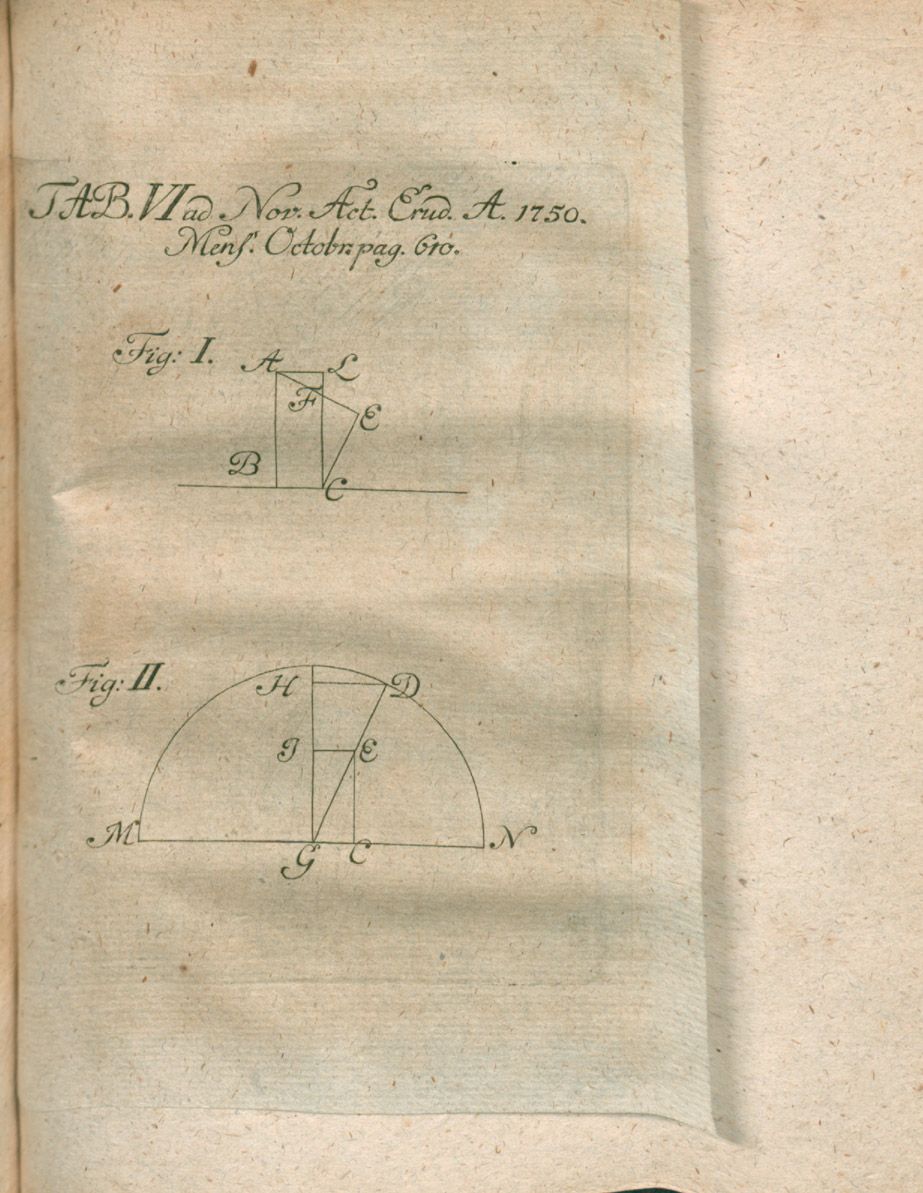
Ilustração de De actione solis in diversis latitudinis... por Joseph Stepling, publicado em Acta Eruditorum, 1750

## Publicações
- Liber II. Euclidis algebraicae demonstratus (1756)
- Miscellanea philosophica tam mathematica quam physica (1759, 1763)
- Differentiarum minimarum quantitatum variantium calculus directus vulgo differentialis (1765)